# NGC 1654
NGC 1654 (również PGC 15943 lub UGC 3154) – galaktyka spiralna (Sa), znajdująca się w gwiazdozbiorze Erydanu. Odkrył ją Édouard Jean-Marie Stephan 21 grudnia 1881 roku.
W galaktyce tej zaobserwowano supernową SN 1962P.